# Kees van der Pijl
Kees van der Pijl (* 15. Juni 1947 in Dordrecht, Niederlande) ist ein niederländischer Politikwissenschaftler. Zu seinen Forschungsschwerpunkten gehören die Internationalen Beziehungen sowie die Internationale Politische Ökonomie.

## Allgemeines
Von 1965 bis 1970 absolvierte van der Pijl ein Studium des Rechts an der Universität Leiden. Nach seinem Militärdienst von 1967 bis 1969 spezialisierte er sich auf die Politikwissenschaft und wechselte schließlich 1973 in den Bereich der Gesellschaftswissenschaften der Universität Amsterdam. Im Jahre 1983 promovierte er mit einer Arbeit über Imperialismus und der Formierung von Klassen im nordatlantischen Raum an der Universität Amsterdam.
Seine universitäre Laufbahn begann van der Pijl als Lecturer im Bereich der internationalen Beziehungen in Amsterdam. Im Jahre 2000 wurde er zum Professor der internationalen Beziehungen der University of Sussex ernannt. Von 2001 bis 2006 war er der Direktor des Centre of Global Political Economy. 2008 wurde er für sein Werk Nomads, Empires, States mit dem Deutschen Memorial Prize ausgezeichnet. 2012 wurde er als Professor der Internationalen Beziehungen emeritiert.
Van der Pijl zählte zur so genannten Amsterdamer Schule des Neogramscianismus in der IB-Theorie. Im Rahmen seiner Arbeit beschäftigte sich van der Pijl auch wissenschaftlich mit der Bilderberg-Gruppe.
Nachdem van der Pijl 2018 antisemitische Verschwörungstheorien zu den Terroranschlägen vom 11. September verbreitet hatte, ermittelte die University of Sussex gegen ihn und verlangte eine öffentliche Entschuldigung. Van der Pijl weigerte sich und verzichtete 2019 stattdessen auf seinen Status als Emeritus.
Im Jahr 2018 veröffentlichte van der Pijl das Buch Der Abschuss: MH17, die Ukraine und der neue Kalte Krieg (englisch: Flight MH17, Ukraine and the New Cold War), in dem er unter Verwendung russischer Quellen wie RT den Abschuss von Malaysia-Airlines-Flug 17 im Juli 2014 über der Ostukraine einer ukrainisch-westlichen Verschwörung anlastete.

## Veröffentlichungen (Auswahl)

### Monografien
- Een Amerikaans plan voor Europa: Achtergronden van het ontstaan van de EEG. Amsterdam 1978.
- The Making of an Atlantic Ruling Class. London 1984 und 2. Auflage 2012.
- Vordenker der Weltpolitik: Einführung in die internationale Politik aus ideengeschichtlicher Perspektive. Verlag Leske + Budrich, Opladen 1996.
- Transnational Classes and International Relations. London 1998.
- Global Rivalries – From the Cold War to Iraq. London 2006.
- Modes of foreign relations and political economy, Vol. 1: Nomads, Empires, States. London 2007.
- Modes of foreign relations and political economy, Vol. 2: The foreign Encounter in Myth and Religion. London 2010.
- Modes of foreign relations and political economy, Vol. 3: The Discipline of Western Supremacy. London 2014.
- Der Abschuss: MH17, die Ukraine und der neue Kalte Krieg. Verlag Papyrossa, Köln 2018, ISBN 978-3-89438-649-8.
- Die belagerte Welt: Corona: Die Mobilisierung der Angst – und wie wir uns daraus befreien können (Weltpolitik). Verlag Der Politikchronist, Ratzert 2021, ISBN 978-3-98586-024-1.

### Herausgeberschaft
- Handbook of the International Political Economy of Production. Cheltenham 2016, ISBN 978-1-78471-258-7.

### Aufsätze
- A Lockean Europe? In: New Left Review, Nr. 37, Januar/Februar 2006.
- From Gorbachev to Kosovo: Atlantic Rivalries and the Re-Incorporation of Eastern Europe. In: Review of International Political Economy, Jahrgang 8, Nr. 2 (Sommer 2001), S. 275–310.
- A Theory of Transnational Revolution: Universal History According to Eugen Rosenstock-Huessy and Its Implications. In: Review of International Political Economy, Jahrgang 3, Nr. 2 (Sommer 1996), S. 287–318.
- Beyond the European Union: A Global Perspective for the European Left. Rosa-Luxemburg-Stiftung, 11. März 2007, Rosa-Luxemburg-Stiftung.
- What Happened to the European Option for Eastern Europe? In: Bieler, Andreas/Morton, Adam D.: Social Forces in the Making of New Europe – The Restructuring of European Social Relations in the Global Political Economy, Hampshire 2001, S. 185–204.
- Zusammen mit Otto Holman: The Capitalist Class in the European Union. In: George A. Kourvetaris, Andreas Moschonas,  (Hrsg.): The Impact of European Integration. Westport 1996, S. 55–74.